# الرحيبة (يبعث)

تعديل مصدري - تعديل

الرحيبة هي إحدى قرى عزلة يبعث بمديرية يبعث التابعة لمحافظة حضرموت، بلغ تعداد سكانها 94 نسمة حسب تعداد اليمن لعام 2004.